# Stefan Bryła
Stefan Władysław Bryła (sinh ngày 17 tháng 8 năm 1886 tại Kraków – mất ngày 3 tháng 12 năm 1943 tại Warsaw, Ba Lan) là một kỹ sư xây dựng người Ba Lan và là người tiên phong sử dụng kỹ thuật hàn trong xây dựng. Ông đã thiết kế và xây dựng cây cầu hàn đường bộ đầu tiên trên thế giới.

## Tiểu sử
Bryła làm Giáo sư tại Đại học Công nghệ Lwów từ năm 1927 và tại Đại học Công nghệ Warsaw từ năm 1934. Bryła là tác giả của nhiều phương pháp hàn các công trình thép cơ bản.
Năm 1927, ông thiết kế Cầu Maurzyce, cây cầu hàn đường bộ đầu tiên trên thế giới. Cây cầu được xây dựng bắc qua sông Słudwia ở Maurzyce gần Łowicz, Ba Lan vào năm 1929. Cây cầu này được sử dụng đến năm 1977 vì tại thời điểm đó các kế hoạch xây một công trình rộng hơn thay thế đã được triển khai. Do đó, cây cầu này đã được lắp lại với mục đích làm di tích lịch sử tại một địa điểm hơi ở thượng lưu con sông. Năm 1995, Hiệp hội hàn Hoa Kỳ đã trao Giải thưởng công trình hàn có ý nghĩa lịch sử cho cây cầu này của Ba Lan. Ông cũng đã thiết kế các tòa nhà cao tầng: Drapacz Chmur ở Katowice và Prudential ở Warsaw vào năm 1932.
Trong Chiến tranh thế giới thứ hai, ông bí mật giảng dạy tại các trường đại học. Việc giảng dạy bí mật là nguyên nhân khiến Stefan Bryła bị bắt giữ. Ông cùng với gia đình bị bắt vào ngày 16 tháng 11 năm 1943 và bị quân Đức sát hại trong Hành động AB ở Warsaw vào ngày 3 tháng 12 năm 1943 tại số 13 Phố Puławska. Ngôi mộ tượng trưng của ông được đặt tại Nghĩa trang Powązki ở Warsaw.

## Triển lãm

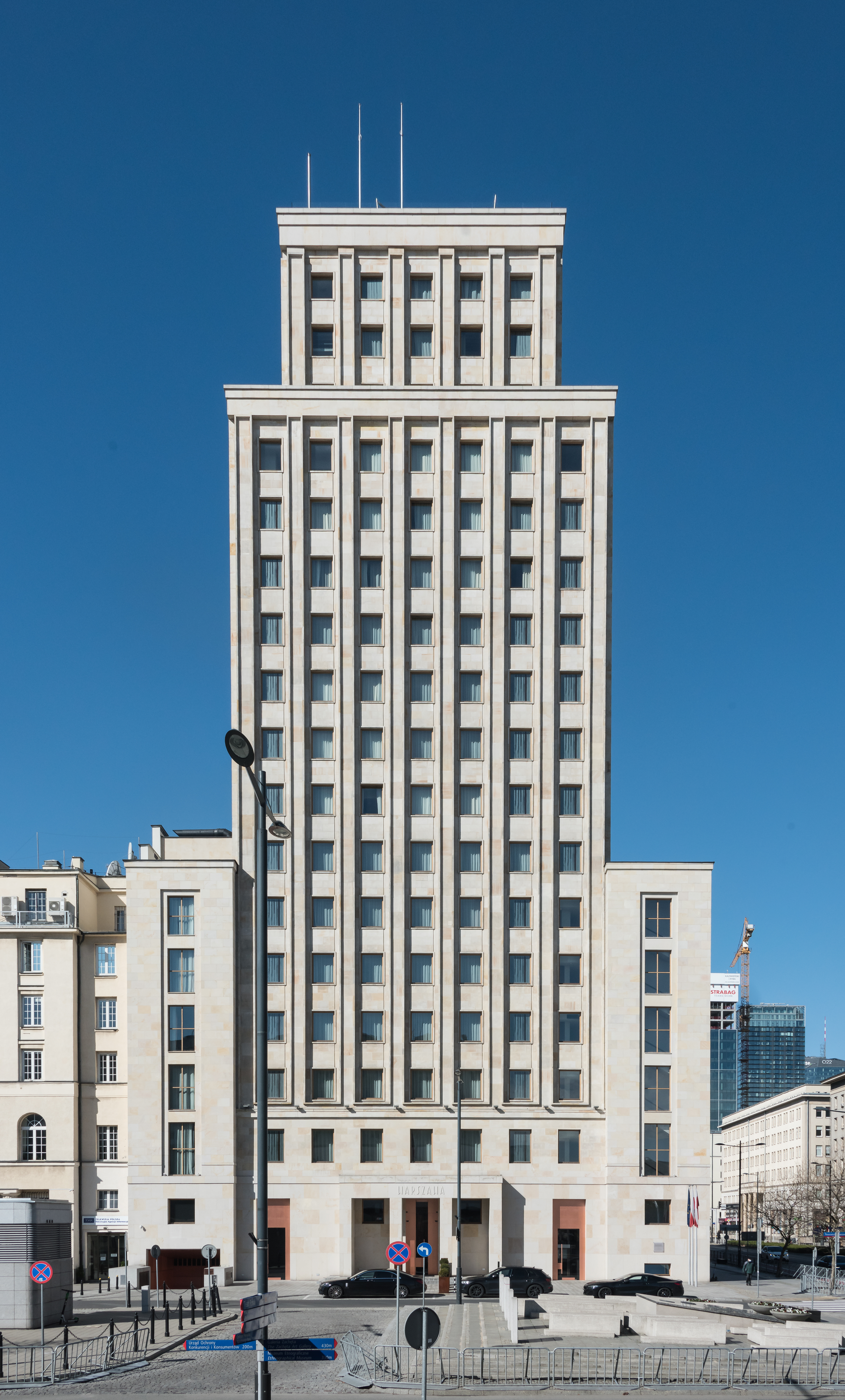
Prudential, Warsaw
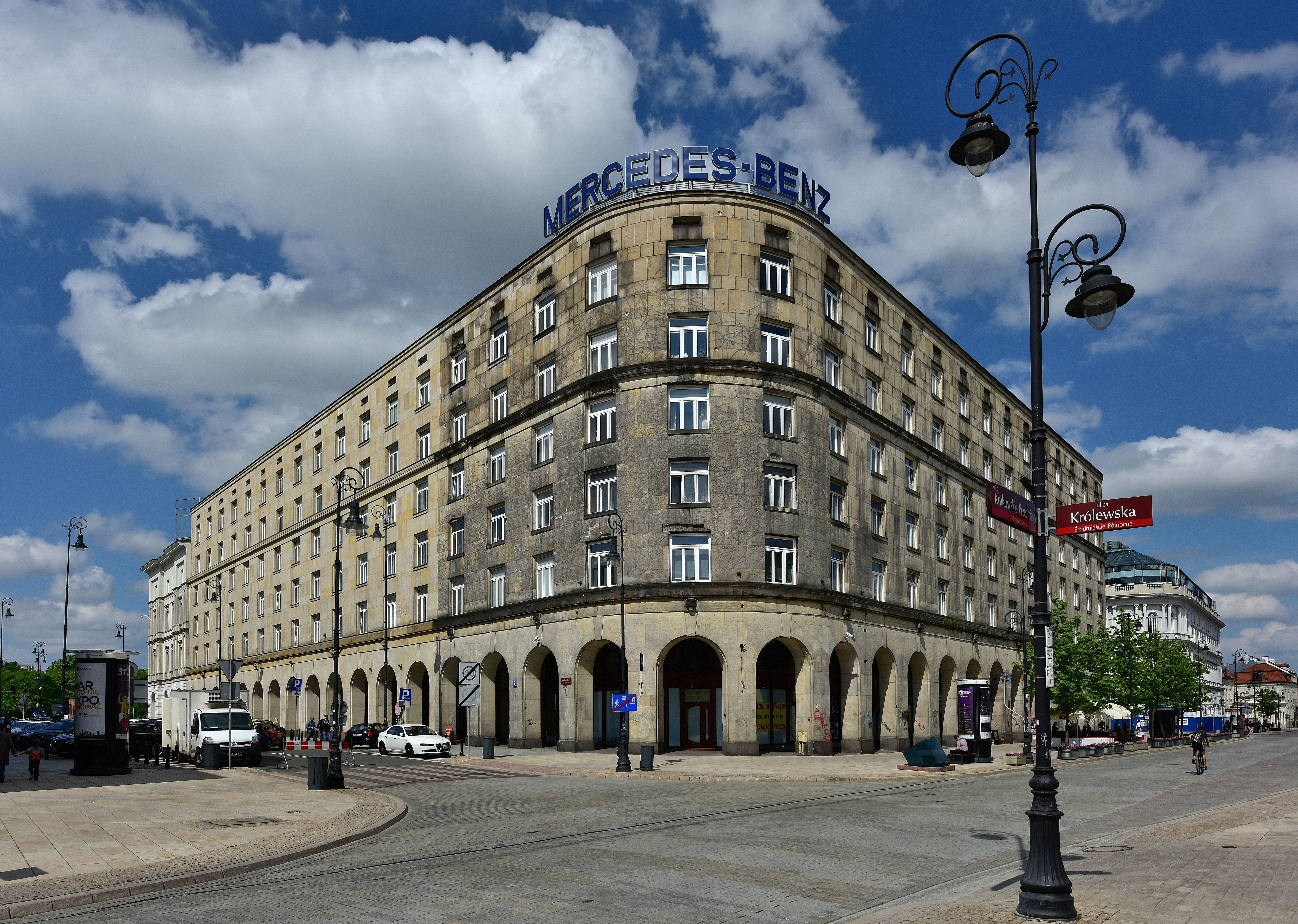
Dom Bez Kantów ("Ngôi nhà không cạnh"), Warsaw
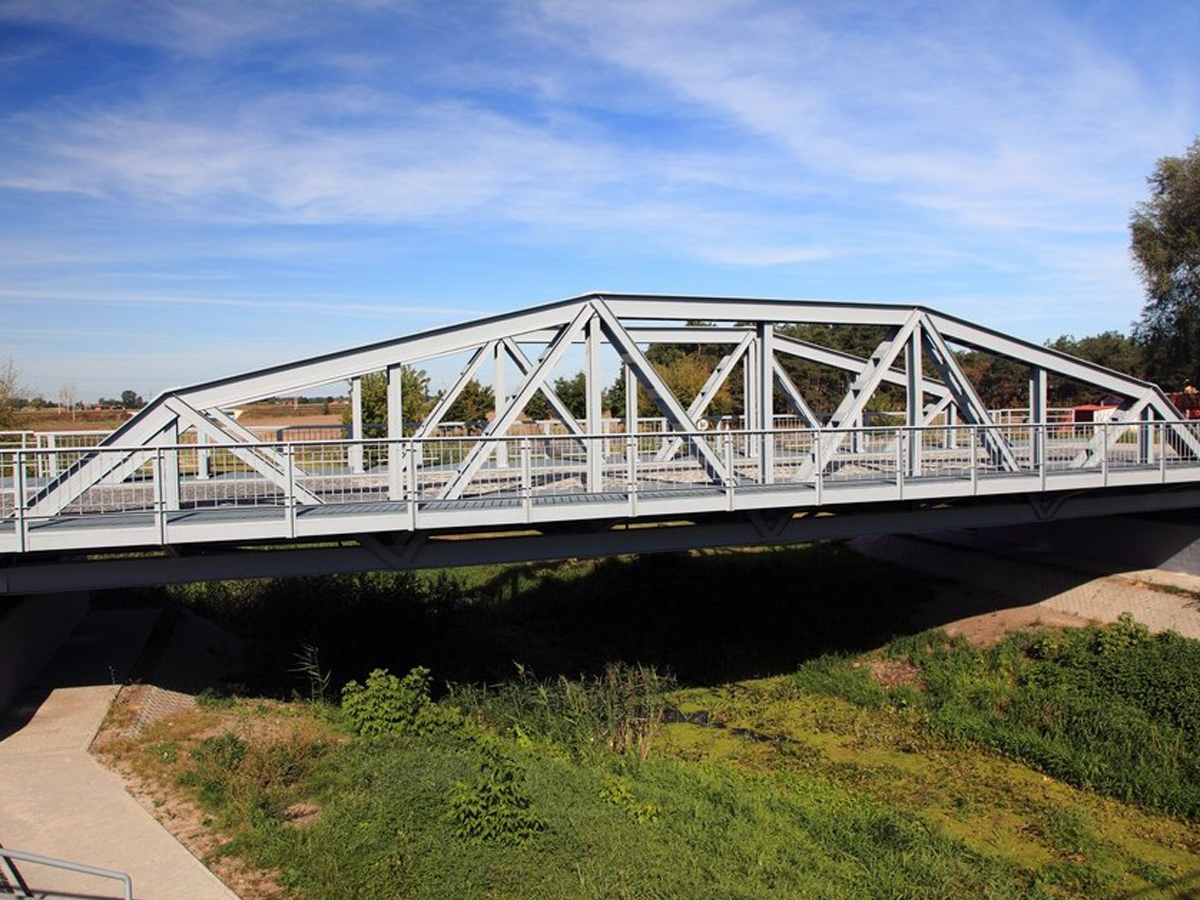
Cầu Maurzyce
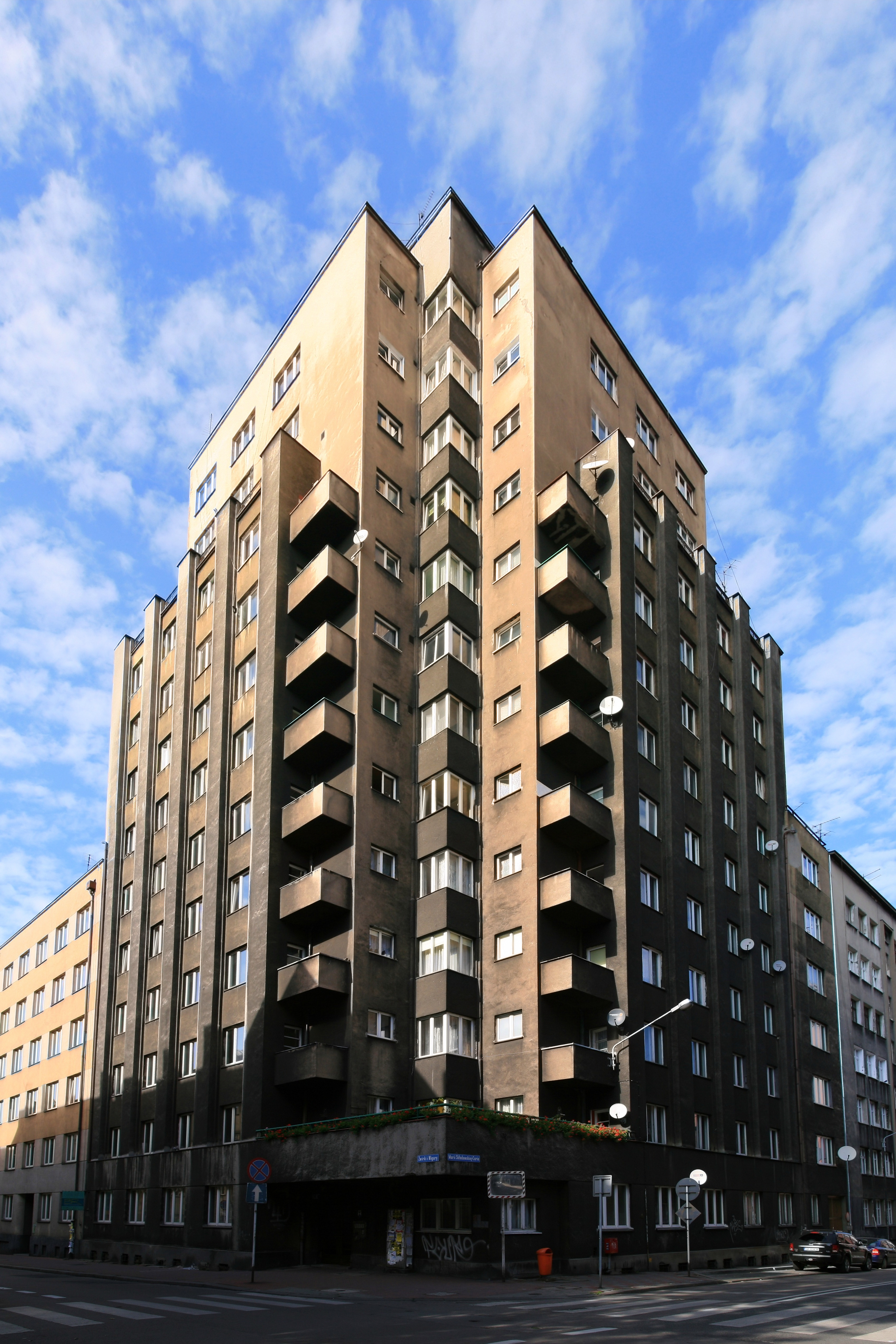
Drapacz Chmur, Katowice
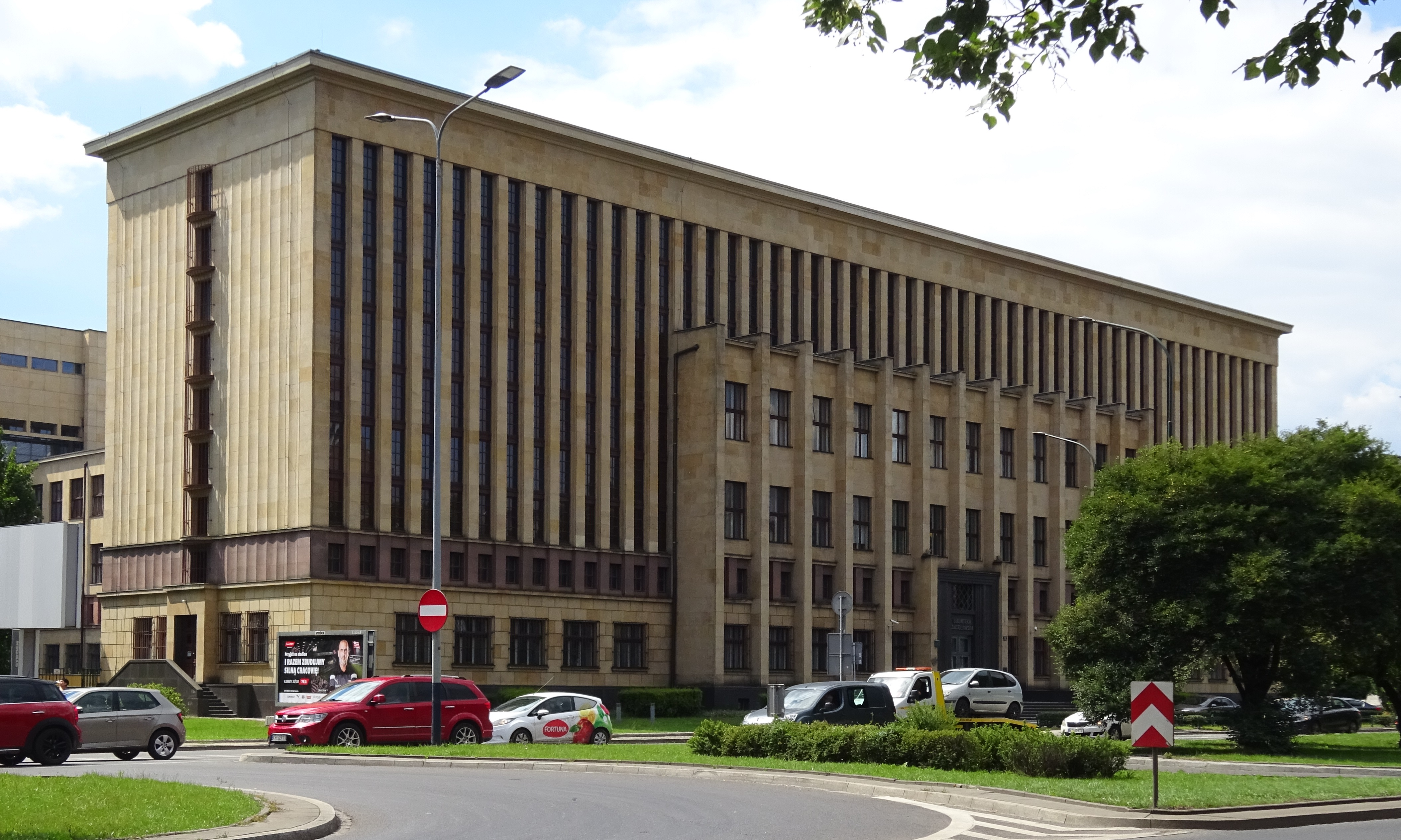
Thư viện Jagiellonian, Kraków
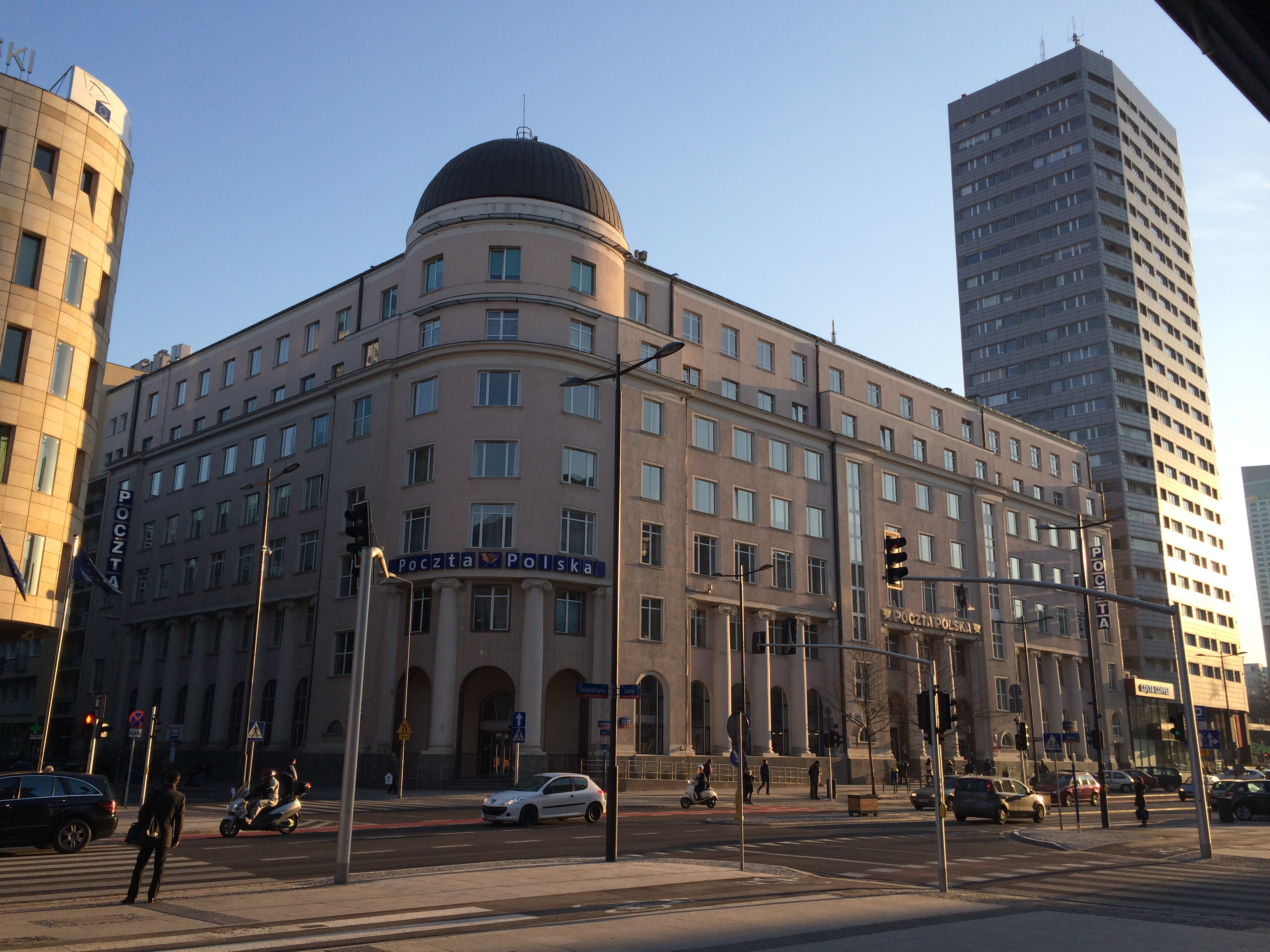
Tòa nhà PKO, Warsaw